# Salcedo (Alava)
Pour les articles homonymes, voir Salcedo.
Salcedo en espagnol ou Saratsu en basque est une commune ou une contrée appartenant à la municipalité de Lantarón dans la province d'Alava, située dans la Communauté autonome basque en Espagne.